# Evangelische Kirche (Götzen)

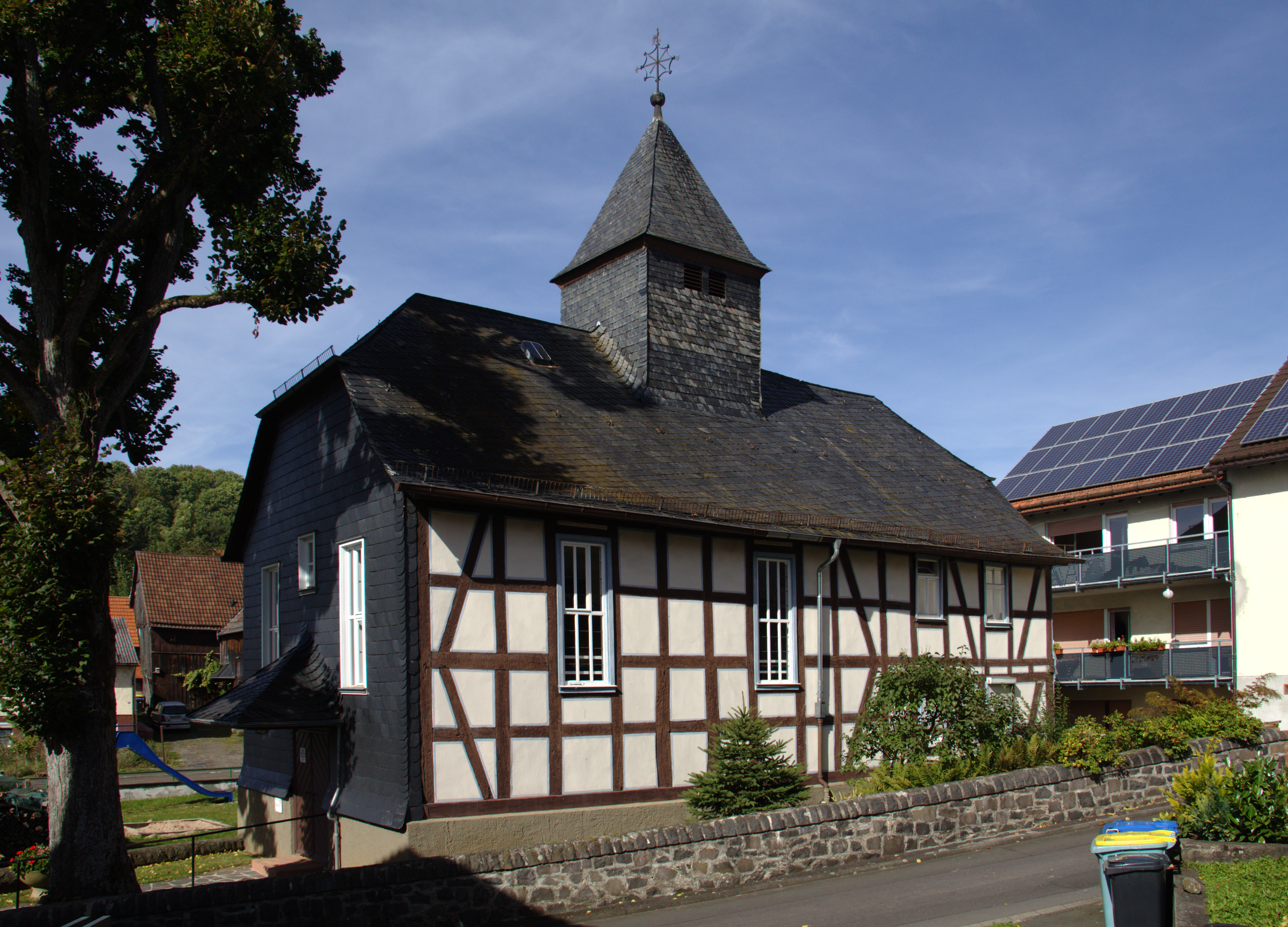
Evangelische Kirche Götzen

Die Evangelische Kirche Götzen ist ein denkmalgeschütztes Kirchengebäude, das im Ortsteil Götzen der Stadt Schotten im Vogelsbergkreis (Hessen) steht. Die Kirchengemeinde gehört zum Dekanat Büdinger Land in der Propstei Oberhessen der Evangelischen Kirche in Hessen und Nassau.

## Beschreibung
Die erste Kirche aus dem Jahr 1592 stand an dem Platz, wo sich die heutige Fachwerkkirche befindet. Sie war 1823 so baufällig, dass sie ersetzt werden musste. Die 1696 erbaute Friedhofskapelle von Schotten wurde 1825/26 abgetragen und in Götzen wiederaufgebaut. Sie diente hier als Sakralbau und Schule, außerdem war auch die Wohnung des Lehrers in ihr untergebracht. Nachdem die Schule 1912/13 einen Neubau erhalten hatte, diente das Bauwerk ausschließlich als Kirche. Aus ihrem Krüppelwalmdach erhebt sich in der Mitte ein quadratischer Dachreiter, in dem zwei Kirchenglocken hängen, eine wurde 1520 gegossen. Bedeckt ist der Dachreiter mit einem Pyramidendach. 
1952 wurde der Innenraum renoviert. Dabei wurden an den hölzernen Emporen alte Ölgemälde der zwölf Apostel und ein Gemälde von Martin Luther entdeckt, die damals restauriert wurden. Die Kanzel wurde um 1700 gebaut. Erst 1960 erhielt die Kirche eine Orgel von Förster & Nicolaus Orgelbau mit fünf Registern, einem Manual und einem Pedal. Vorher war nur ein Harmonium vorhanden.